# 加吉
加吉（義大利語：Gaggi），是意大利西西里大区墨西拿廣域市的一个市镇。总面积7平方公里，人口3073人，人口密度439.0人/平方公里（2009年）。ISTAT代码为083029。